# Pyrrhulina
Pyrrhulina es un género de peces de la familia Lebiasinidae. Las especies de este género son conocidas vulgarmente con el nombre de pirrulinas. Habitan en cuerpos de agua dulce de las regiones cálidas de América del Sur. 

## Morfología
Los miembros de este género son peces pequeños; el tamaño corporal va desde 35 mm —en Pyrrhulina vittata— hasta 85 mm en las especies más grandes. En todas las especies el cuerpo tiene forma alargada y delgada, con escamas bastante grandes. La boca está dirigida hacia arriba. La aleta dorsal está situada ligeramente por detrás de la parte media del cuerpo.

## Hábitat y distribución
Los integrantes de este género habitan en cuerpos de agua dulce de regiones cálidas en todos los países de América del Sur excepto en Chile. Se encuentran en altitudes bajas, desde el nivel del mar hasta pocos cientos de metros sobre el nivel marino. 

## Sistemática

### Descripción original
Este género fue descrito originalmente por Georges Cuvier y Achille Valenciennes en el año 1846.

### Taxonomía
Pyrrhulina está estrechamente relacionado con Copeina y Copella. Se distingue del primero por tener sólo una fila de dientes (Copeina posee 2 filas). Cuando se creó el género Copella, muchas especies del género Pyrrhulina fueron integradas a él, en razón de diferencias en los huesos maxilares de los machos. Las especies de Copella son más delgadas y alargadas que las especies que se quedaron en el género Pyrrhulina.

## Especies
Este género está integrado por 17 especies:
- Pyrrhulina australis C. H. Eigenmann & C. H. Kennedy, 1903
- Pyrrhulina beni N. E. Pearson, 1924
- Pyrrhulina brevis Steindachner, 1876
- Pyrrhulina eleanorae Fowler, 1940
- Pyrrhulina elongata Zarske & Géry, 2001
- Pyrrhulina filamentosa Valenciennes, 1847
- Pyrrhulina laeta (Cope, 1872)
- Pyrrhulina lugubris C. H. Eigenmann, 1922
- Pyrrhulina maxima C. H. Eigenmann & R. S. Eigenmann, 1889
- Pyrrhulina melanostoma (Cope, 1870)
- Pyrrhulina obermulleri Myers, 1926
- Pyrrhulina rachoviana Myers, 1926
- Pyrrhulina semifasciata Steindachner, 1876
- Pyrrhulina spilota S. H. Weitzman, 1960
- Pyrrhulina stoli Boeseman, 1953
- Pyrrhulina vittata Regan, 1912
- Pyrrhulina zigzag Zarske & Géry, 1997

## Importancia económica y cultural

### Acuariología
Muchas de las especies de Pyrrhulina son frecuentemente empleadas en acuariología, por su pequeño tamaño y buena aclimatación al acuario comunitario.